# Ricardo Louis
Ricardo Louis (Miami, 23 marzo 1994) è un giocatore di football americano statunitense che milita nel ruolo di wide receiver per i Miami Dolphins della National Football League (NFL).

## Biografia

### Carriera professionistica
Louis al college giocò a football con gli Auburn Tigers dal 2012 al 2015. Fu scelto nel corso del quarto giro (116º assoluto) nel Draft NFL 2016 dai Cleveland Browns. Malgrado un infortunio subito nella pre-stagione riuscì a debuttare come professionista nel primo turno contro i Philadelphia Eagles, senza ricevere alcun passaggio. La miglior gara della sua prima annata fu nella settimana 6 contro i Tennessee Titans in cui ricevette 5 passaggi per 65 yard. La sua stagione da rookie si concluse con 18 ricezioni per 205 yard disputando tutte le 16 partite, 3 delle quali come titolare.

### Miami Dolphins
Nel 2019 Louis firmò con i Miami Dolphins.

## Statistiche
| Partite totali      | 16  |
| Partite da titolare | 3   |
| Ricezioni           | 18  |
| Yard ricevute       | 205 |
| Touchdown           | 0   |

Statistiche aggiornate alla stagione 2016